# Henryville
Henryville és una concentració de població designada pel cens dels Estats Units a l'estat d'Indiana. Segons el cens del 2000 tenia 1.545 habitants.

## Demografia
Segons el cens del 2000, Henryville tenia 1.545 habitants, 583 habitatges, i 434 famílies. La densitat de població era de 207,1 habitants/km².
Dels 583 habitatges en un 38,1% hi vivien nens de menys de 18 anys, en un 58,8% hi vivien parelles casades, en un 11% dones solteres, i en un 25,4% no eren unitats familiars. En el 21,6% dels habitatges hi vivien persones soles el 7,9% de les quals corresponia a persones de 65 anys o més que vivien soles. El nombre mitjà de persones vivint en cada habitatge era de 2,65 i el nombre mitjà de persones que vivien en cada família era de 3,07.
Per edats la població es repartia de la següent manera: un 26,1% tenia menys de 18 anys, un 10,4% entre 18 i 24, un 32,6% entre 25 i 44, un 22,1% de 45 a 60 i un 8,7% 65 anys o més.
L'edat mediana era de 34 anys. Per cada 100 dones de 18 o més anys hi havia 96,4 homes.
La renda mediana per habitatge era de 49.405$ i la renda mediana per família de 55.000$. Els homes tenien una renda mediana de 38.938$ mentre que les dones 22.043$. La renda per capita de la població era de 17.745$. Entorn del 6,2% de les famílies i el 4,9% de la població estaven per davall del llindar de pobresa.

## Poblacions més properes
El següent diagrama mostra les poblacions més properes.